# Ligia hachijoensis
Ligia hachijoensis là một loài chân đều trong họ Ligiidae. Loài này được Nunomura miêu tả khoa học năm 1999.